# Ludwig Just Sinold von Schütz
Ludwig Just Sinold von Schütz, baron von Holzhausen (zm. 1710) – hanowerski dyplomata.
Jego ojcem był saski jurysta Johann Helwig Sinold von Schütz (1592–1657), a matką Anna Barbara von Fabricius. Johann Helwig był od roku 1652 Gießen profesorem prawa w Gießen, następnie od 1655 radcą Rzeszy (Reichshofrat), od 1670 radcą stanu w Celle (stanowisko to odziedziczyli synowie) i Kanclerzem Księstwa Celle.
Ludwig Just Sinold von Schütz urodził się właśnie tam, będąc już szlachcicem, dzięki temu, że jego ojciec otrzymał w 1674 dyplom nadania tytułu szlacheckiego (Adelsdiplom - von Schütz). W latach Ludwig Just Sinold von Schütz 1689–1705 był posłem Elektoratu Hanoweru w Londynie. Wcześniej pracował w Celle, jako radca stanu (Wirklicher Geheimer Rat).
Siostrą Ludwiga była Lucia Johanetta von Schütz (która wyszła za Andreasa Gottlieba Bernstorffa), a bratem Vatentin Sinold von Schütz, który tak jak Ludwig pracował jako radca stanu w Celle i służbach dyplomatycznych (posłował do Wiednia). Najbardziej znanym z przedstawicieli tego rodu jest jednak Philip Balthasar Sinold von Schütz, barokowy pisarz; autor Die glückseeligste Insul.